# NGC 1796
NGC 1796 (другие обозначения — ESO 119-30, AM 0507-611, IRAS05021-6112, PGC 16617) — спиральная галактика с перемычкой (SBb) в созвездии Золотой Рыбы. Открыто Джоном Гершелем в 1834 году. Описание Дрейера: «довольно тусклый, довольно маленький, заметно вытянутый объект, немного более яркий в середине».
Галактика находится на том же луче зрения, что и квазар 0506-612, что позволяет изучать поглощение в ней. По наблюдениям нейтрального водорода, диск галактики подвергался дестабилизующему воздействию. Возможно, в галактике наблюдались гравитационные волны.
Этот объект входит в число перечисленных в оригинальной редакции «Нового общего каталога».